# 张依瑶
张依瑶（2002年3月13日—），中国女子花样游泳运动员，2022年世界游泳锦标赛混合双人技术自选和混合双人自由自选铜牌得主、2023年世界游泳锦标赛混合双人技术自选铜牌得主。